# 2030 Belyaev
2030 Belyaev è un asteroide della fascia principale. Scoperto nel 1969, presenta un'orbita caratterizzata da un semiasse maggiore pari a 2,2476136 UA e da un'eccentricità di 0,0931624, inclinata di 2,57769° rispetto all'eclittica.
Denominato in onore del cosmonauta sovietico Pavel Ivanovič Belyaev.